# 赫龍河畔日亞爾區

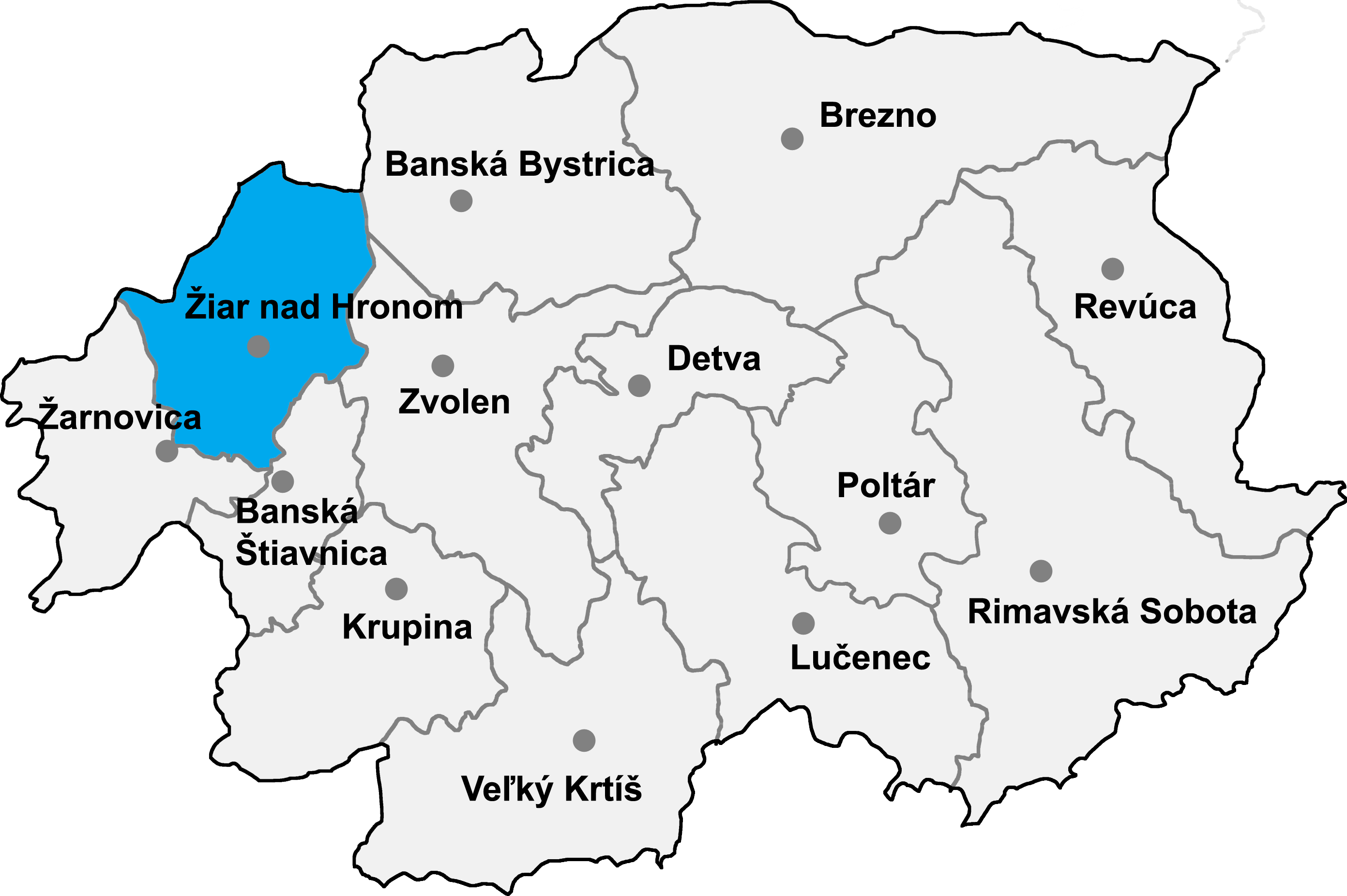

48°35′18″N 18°50′58″E / 48.58833°N 18.84944°E
赫龍河畔日亞爾區，是斯洛伐克的一個區，位於該國中部，由班斯卡-比斯特里察州負責管轄，面積518平方公里，2003年該區人口48,053，人口密度每平方公里93人。